# 借金
借金（しゃっきん、debt）とは、お金を借りること。あるいは、借りたお金のことである。
「借入金」（かりいれきん）という用語についても、この項目で説明する。

## 概説
借金とは、お金（金銭）を借りることである。また、借りたお金のことも指す。
会計・経理用語では借金のことを借入金と言い、負債という勘定科目に入れる。なお日常語では、企業などが取引先や金融機関から借りる借金であることを強調して「借入金」といったり、利子のつく借金のことを「借入金」という場合がある。借入金も含めて返済の途中で残っている負債のことを「残債」や「残高」と呼ぶ。
法律用語では、借金は債務の一種の金銭債務である。
（逆に、お金を借りる側でなくお金を貸す側から見ると（つまり反対側から見ると）、貸すことは「融資」「貸付」などと呼ばれる。貸しているお金は「貸付金」などにあたり、資産という勘定科目に入れられる。）
借金には、個人が個人から借りる形態、個人が法人から借りる形態、法人が法人から借りる形態など、様々なものがある。
貸す側はお金を貸したという証拠を残すために、「金〜円をお借りしました」といった内容の書面を書いて渡すことを借り手に対して要求することが一般的、あるいは、そうすることが望ましい、とされている。そのような書面のことを「借用証書」と言う。
借用証書には、貸し手の名・借り手の住所・借り手の名・借りた日付・借りた具体的な金額などが書かれ、署名あるいは署名・捺印する。特に印刷された専用の用紙でなくとも（便箋やコピー用紙などに手書きであっても）、必要な要素が書かれていて署名（署名・捺印）があれば、法的には金銭の貸し借りが行われた証拠として認められる。返済時には、貸し手から受領証を受け取ることで、借り手は確かに返済したという証拠を手元に残す（借用証書の原本を返してもらう場合もある）。
個人向けでは、住宅ローン、自動車ローン、教育ローンなどの使途を限定した目的型ローンが代表的である。それ以外の使途を問わないローンについて、フリーローンやカードローンも存在する。カードローンに分類される消費者金融やクレジットカードのリボ払いについては無計画な利用の危険性も報じられている。

## 借金の目的
本来、自己資金が十分にあれば借入金は必要ない。事業で自己資金だけで運転資金や設備投資の資金を確保して経営することを「無借金経営」という。しかし新規に経営を始める場合や経営規模の拡大・新分野への進出を行うためには自己資金だけでは困難な場合がある。
設備投資の財源
経営に必要な設備投資に必要な資金を自己資金だけでは賄えない場合
資金繰りの財源
先行費用、経営規模の拡大を行った場合などの運転資金の増加に対応する場合
新規開業や新分野の進出のための財源
経営を新規に始める場合や新分野に進出する場合の資金に充てる場合

## 政府の借金
現代では特に巨額の借金をしているのは政府であり、特筆に値するのでそれについて解説する。
世界的に見て政府が、お金が足りない状態に陥ってお金を借りなければならない事態に追い込まれることがあり、そのお金を借りる方法が、「いつ、いくら借りた。いついつに、なにがしの利子をつけて返す」との内容を明記した、「国債」と呼ばれる、一種の借用証書（債券）を大量に印刷して、人々からお金を借りる方法である。つまり、国債というのは国の借金なのである。
地方自治体がお金が足りない状態に陥って人々からそれを借りる場合は、「公債」という一種の借用証書（債券）を渡すことで、借りる。
政府が借金をすることを、そのまま正直に、「借金をして借用証書を渡した」と分かりやすく言っては格好が悪いので、「債券を発行した」といった言い換えが行われている。だが、表現だけを格好良くとりつくろっても、ものごとの本質は変わっていない。「債券を発行」というのは、要は借金をしているのである。また、政府の場合、借金を返すことは、「債券を償還する」と言い換えを行っている。借金を返さなければならない日は「償還日」と言い換えている。
その時の行政サービスを借金でまかなったりすると、そのサービスはその時の大人たちに消費され、現在全くサービスを受け取っていない子孫たちは、負担だけを強いられることになる、という非常に不当・理不尽なことを強いられることになる。よって、財政法によって今現在の行政サービスに関して公債を発行することは禁止されている。ところが、日本政府は、禁止されているそれを、昭和50年に“特例”として行ってしまい、同年以来、毎年新しく法律を作って公債を発行しつづけてしまっている。つまり実質的には財政法違反を行って、昭和50年（1975年）ころからのサービス受益者らが利益をむさぼり、子孫たちに不当な負担を押し付け続けているのである。こうして世代間で不公平が生じている。現在、受益する大人たちが、自分で借金を返済せず、今はまだ子供で投票権を持っていない人たちや、まだ生まれておらず投票権を持っていない人たちに借金を押し付け、将来世代を食い物にしているのである。（世代間格差が生まれている）
こういうことになるから、将来世代に借金を残す公債の発行は禁止されているのである。では、不当なこととして禁止されているにもかかわらず、なぜそんなことが行われるようになったかというと、ケインズが主張して広めた誤った方法（モデル）に原因がある。ケインズの主張した方法（モデル）は「景気が悪化した場合、景気を良くするために強制的に需要を生み出すには政府がやるしかない。公債を発行して需要を生み、景気が良くなったら増税して発行してしまった公債（借金）分の増税をして、その借金を返す」というものだったが、これが非常に問題のあるものだったのである。後になって、経済学者のブキャナンによって、ケインズの主張の問題点が次のように指摘された。
「民主主義では、現在、負担をしなくていい公債の発行はしやすいが、増税は国民の反対に会うので、やりづらい。結果として、公債の発行ばかりが続き、増税ができなくなるので、民主主義国家ではケインズ政策は有害だ」
まさにブキャナンの指摘どおり、日本においても、かつての受益世代ばかりが自己中心的な行動をとって利益をむさぼり、将来世代への負担ばかりが残ってしまった。
さらに、人々は政府や地方自治体が将来お金を返すことができるだろう、と思っているうちはお金を貸すのだが、どうやらこの政府は将来 金を返すことはできないのではないか、と判断すると、次第に金は貸さなくなる。返す能力が全く無い組織から受け取った借用証書は、いわば「ただの紙切れ」になってしまい、お金が戻ってこなくなるからである。政府にはお金を人々に返済する能力が無いのではないか、と判断する人々、政府の財政の先行きに不信感を持つ人々の割合が増えると、たとえ行政府の側が甘い目論見のもとに借用証書を大量に用意しても（つまり債券を大量に印刷しても）、その全ては受け取ってもらえず、結果として、借りようと当初思っていた金額の全部を人々から借りることはできない、という事態に陥る。国債や公債が全て人々に受け取ってもらえず、借りたかった金額まで借りられないことを、行政機関では「未消化」「未消化になった」などといった行政用語に言い換えている。未消化が出るようであると、いくつかある選択のひとつとして、やむを得ず債権の利率を上げてまで（つまり将来払わなければならなくなる利子の額、将来の重荷、を増やしてまで）「消化率」を上げようすることにもつながるうる。ところが、そうしたことになると政府の財政状態は将来ますます悪化してしまう、という悪循環に陥ってゆくことが多い。そしてついにはデフォルト（債務不履行）に陥ってしまった政府や地方政府がいくつもある。
さて、巨大な借金をしているのは政府なのであるが、そのなかでも、世界的に見て突出した巨額の借金を負っている政府として、日本政府の名が挙げられる。日本の財務省は、国債や借入金などを合計した、「国の借金」（＝日本政府の借金）が2006年末の段階で832兆2631億円に達した、と発表した。
日本の国家予算の支出（財政支出）は、平成18年の予算額で82.1兆円だったのだが、そのお金の出所というのが、実は次のような内訳であった。
- 租税および印紙（税収） 	45.8兆円（56%）[7]
- 国債発行（つまり借金） 	29.9兆円（36%）[7]
- その他の収入 			3.8兆円（5%）[7]

つまり、期限が来た借金の返済を新たに借金することによって行っており、一般に「自転車操業」と呼ばれている状態であり、また「サラ金地獄」とも言えるような状態である。
2005年の、日本の一般政府ベース（中央政府、地方政府（地方公共団体）に社会保障基金などを加えた総体）の総債務残高は対GDP比で約160%に相当した。ただし、個人や企業に負債と同時に資産があるように、政府にも負債と同時に資産がある。総債務残高から資産を除いたものを純債務残高と言うが、日本の純債務残高は、対GDPで80%とされた。この数字は、欧米の国々の純債務残高、対GDP比40〜60%に比べても、やはり大きい。ただし、イタリアの100%よりは小さい。この指標の妥当性はともかくとしても、いずれにせよ、日本政府の借金の状態が、先進国の中では額が非常に大きい状態にあることは確かなのである。
経済評論家の三橋貴明は、実際は「政府の負債」(Government debt)であるのに「国の借金」と報道する事は「嘘」であると指摘し、また実際は「国民一人当たりの債権」であるのに、それを「国民一人当たりの借金」と報道する事は「嘘」であるとも指摘している。

## 比喩
日本の新聞や放送といったマスメディアにおいて、主にプロ野球で勝利数と敗戦数の差が負（敗戦数が勝利数を上回っている）の場合、比喩的に「借金」と表現される（反対に差が正の場合は「貯金」と表現される）。

## 関連書
- 石弘光『国の借金』講談社、1997
- 山科和平『不当な借金はチャラにできる!: 実践的サラ金撃退法』小学館、2003
- NHK報道局「道路公団」取材班『日本道路公団:借金30兆円の真相』日本放送出版協会、2005
- 井原今朝男『中世の借金事情』吉川弘文館、2009
- 『ニッポン借金社会考:サラ金から国債まで』日本コンサルタントグループ、1984
- 『すぐに役立つ借金整理のしくみと手続き: 任意整理・個人民事再生・特定調停・自己破産』 三修社、2004
- アーニャカメネッツ『目覚めよ!借金世代の若者たち』清流出版、2009
- マウリツィオ・ラッツァラート 『〈借金人間〉製造工場: “負債”の政治経済学』作品社、2012